# World Series of Poker Europe 2013
Le World Series of Poker Europe 2013 sono state la settima edizione della manifestazione. Si sono svolte dall'11 al 25 ottobre presso il Casinò Barrière di Enghien-les-Bains, in Francia.
Sono stati assegnati otto braccialetti delle World Series of Poker, incluso quello assegnato per il Main Event, vinto dallo spagnolo Adrián Mateos.

## Eventi
| Evento | Nome                                               | Iscritti                                           | Vincitore                                          | Premio (€)                                         | Ultimo giocatore eliminato                         |
| ------ | -------------------------------------------------- | -------------------------------------------------- | -------------------------------------------------- | -------------------------------------------------- | -------------------------------------------------- |
| 1      | €1.100 Ladies No-Limit Hold'em                     | 65                                                 | Jackie Glazier                                     | €21.850                                            | Maryline Valente                                   |
| 2      | €1.100 No Limit Hold'em Re-Entry                   | 659                                                | Henrik Johansson                                   | €129.700                                           | Adriano Torregrossa                                |
| 3      | €5.300 Mixed-Max No-Limit Hold'em                  | 140                                                | Darko Stojanovic                                   | €188.160                                           | Dan O'Brien                                        |
| 4      | €1.650 Pot Limit Omaha                             | 184                                                | Jeremy Ausmus                                      | €70.324                                            | Juha Helppi                                        |
| 5      | €2.200 No Limit Hold'em 9-handed                   | 337                                                | Roger Hairabedian                                  | €148.820                                           | Erik Seidel                                        |
| 6      | €3.250 Mixed Max Pot Limit Omaha                   | 127                                                | Noah Schwartz                                      | €104.580                                           | Ludovic Lacay                                      |
| 8      | €25.600 High Roller No-Limit Hold'em               | 80                                                 | Daniel Negreanu                                    | €725.000                                           | Nicolau Villa Lobos                                |
| 7      | €10.450 No Limit Hold'em Main Event - 375 iscritti | €10.450 No Limit Hold'em Main Event - 375 iscritti | €10.450 No Limit Hold'em Main Event - 375 iscritti | €10.450 No Limit Hold'em Main Event - 375 iscritti | €10.450 No Limit Hold'em Main Event - 375 iscritti |
| 7      | Posizione                                          | Nome                                               | Nome                                               | Nome                                               | Premio (€)                                         |
| 7      | 1°                                                 | Adrián Mateos                                      | Adrián Mateos                                      | Adrián Mateos                                      | €1.000.000                                         |
| 7      | 2°                                                 | Fabrice Soulier                                    | Fabrice Soulier                                    | Fabrice Soulier                                    | €610.000                                           |
| 7      | 3°                                                 | Dominik Nitsche                                    | Dominik Nitsche                                    | Dominik Nitsche                                    | €400.000                                           |
| 7      | 4°                                                 | Jerome Huge                                        | Jerome Huge                                        | Jerome Huge                                        | €251.000                                           |
| 7      | 5°                                                 | Ravi Raghavan                                      | Ravi Raghavan                                      | Ravi Raghavan                                      | €176.000                                           |
| 7      | 6°                                                 | Benny Spindler                                     | Benny Spindler                                     | Benny Spindler                                     | €126.000                                           |
| 7      | 7°                                                 | Andrei Konopelko                                   | Andrei Konopelko                                   | Andrei Konopelko                                   | €101.000                                           |
| 7      | 8°                                                 | Shannon Shorr                                      | Shannon Shorr                                      | Shannon Shorr                                      | €77.500                                            |